# Congrès universel d'espéranto de 1951
Pour un article plus général, voir Congrès universel d'espéranto.
 (décembre 2024).
Le congrès universel d’espéranto de 1951 est le 36e congrès universel d’espéranto, organisé en août 1951, à Munich en Allemagne de l'Ouest.